# Grand Prix automobile d'Allemagne 1959
GP précédent GP suivant
Le Grand Prix d'Allemagne 1959 (XXI Grosser Preis von Deutschland), disputé sur l'AVUS le 2 août 1959, est la quatre-vingt-unième épreuve du championnat du monde de Formule 1 courue depuis 1950 et la sixième manche du championnat 1959.

## Contexte avant la course

### Le championnat du monde
Auteur d'une première demi-saison sans faute, Jack Brabham a été propulsé en quelques mois sur le devant de la scène internationale. Jusqu'alors connu pour ses excellents résultats en Formule 2 et notamment récompensé par le trophée Autocar 1958, le pilote australien s'est cette année imposé dans la catégorie reine, remportant l'International Trophy (hors championnat), le Grand Prix de Monaco et le Grand Prix de Grande-Bretagne au volant de sa Cooper à moteur central arrière. Excellent technicien, il a très largement contribué au développement et à la mise au point de cette monoplace et, avec désormais treize points d'avance sur le Britannique Tony Brooks (fer de lance de la Scuderia Ferrari et vainqueur à Reims), fait largement figure de favori au championnat du monde. Particulièrement malchanceux au cours des derniers mois, Stirling Moss, considéré par la majorité des spécialistes comme le meilleur pilote en activité, n'a encore remporté aucune grande épreuve cette saison et ses chances de remporter le championnat s'avèrent bien compromises.

### Le circuit

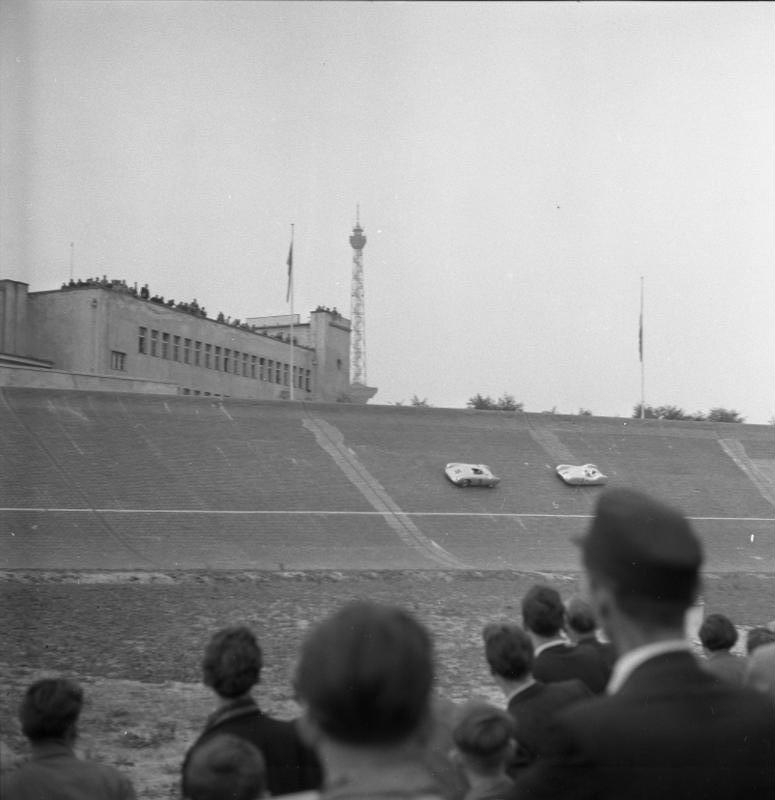
L'impressionnante courbe nord, inclinée à 45°.

Pour des raisons politiques et financières, les organisateurs du Grand Prix d'Allemagne ont délibérément écarté le traditionnel Nürburgring au profit de l'atypique AVUS, à Berlin-Ouest. Initialement conçue comme piste d'essais, l'AVUS (Automobil-Verkehrs- und Übungs-Straße, littéralement route de circulation et d'essais pour automobiles), construite à l'ouest de Berlin, fut inaugurée en 1921. Sa construction, commencée en 1913, fut interrompue par la Première Guerre mondiale et les travaux ne furent achevés que huit ans plus tard. Son développement initial était de 19,6 kilomètres, consistant en un tronçon d'autoroute à chaussées séparées d'un peu moins de 10 kilomètres, et de deux courbes (dénommées Sudkehre et Nordkehre) à 180 degrés à chaque extrémité. Sans grand intérêt au niveau du pilotage, cette piste mettait surtout en valeur le niveau de performance pure des voitures de compétition. Dans cette configuration, la piste fut régulièrement utilisée pour les compétitions automobiles de 1926 à 1935, année où Luigi Fagioli remporta le Grand prix de l'AVUS à près de 240 km/h de moyenne sur sa Mercedes W25. La piste fut modifiée en 1936 au niveau du virage nord, avec la construction d'un impressionnant virage relevé à 45 degrés (dénommé Nordkurve), modification qui ramena la longueur à 19,3 km. Les moyennes enregistrées firent un bond spectaculaire, Bernd Rosemeyer accomplissant un tour à 278 km/h de moyenne au volant de son Auto Union lors du Grand Prix de 1937 ! Les vitesses atteintes rendaient désormais la piste particulièrement dangereuse, surtout en cas de pluie.
Après la Seconde Guerre mondiale ne fut conservée que la partie du circuit située à Berlin-Ouest. Réduite à 8,3 kilomètres, la piste conservait la courbe nord, toujours relevée à 45 degrés, le virage sud étant reproduit à environ quatre kilomètres des stands. Elle fut inaugurée en 1951, à l'occasion d'une course de Formule 2. Depuis 1954, il a été principalement utilisé pour les courses de voitures de sport, les formules 1 n'y étant qu'apparues qu'une seule fois, lors du Grand Prix de Berlin 1954 remporté par Karl Kling sur Mercedes. A cette occasion, Juan Manuel Fangio, également sur Mercedes, avait porté le record du nouveau tracé à 224 km/h de moyenne.

## Monoplaces en lice
- Ferrari Dino 246 "Usine"

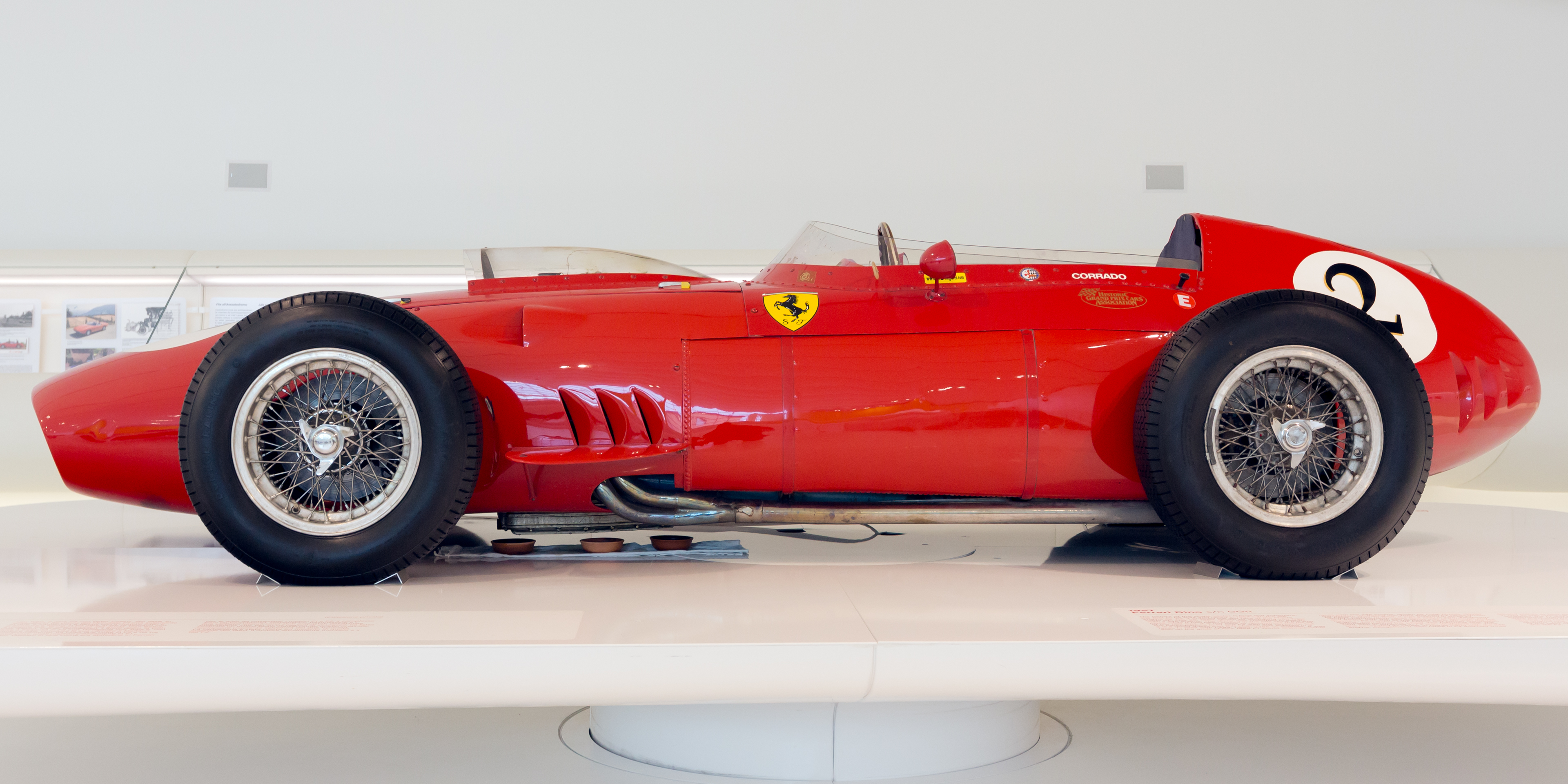
Fortes de leurs 300 chevaux, les Ferrari Dino sont les favorites de l'épreuve allemande.

Après son forfait à Aintree, la Scuderia Ferrari effectue son retour avec une équipe de pilotes légèrement modifiée, Jean Behra ayant brutalement quitté l'équipe après le Grand Prix de France. Aux côtés de Tony Brooks et Phil Hill, Dan Gurney a été confirmé dans l'équipe F1. Tandis que Cliff Allison, pilote de réserve, sera chargé de tester une Dino 246 à moteur expérimental de plus de 300 chevaux, les trois autres Dino sont dans la même configuration qu'à Reims : moteur V6 dans sa version « 256 » (2474 cm3, 300 chevaux). Nettement plus puissantes que leurs concurrentes, les Ferrari sont largement favorites sur le circuit de vitesse de Berlin.
- Cooper T51 "Usine"

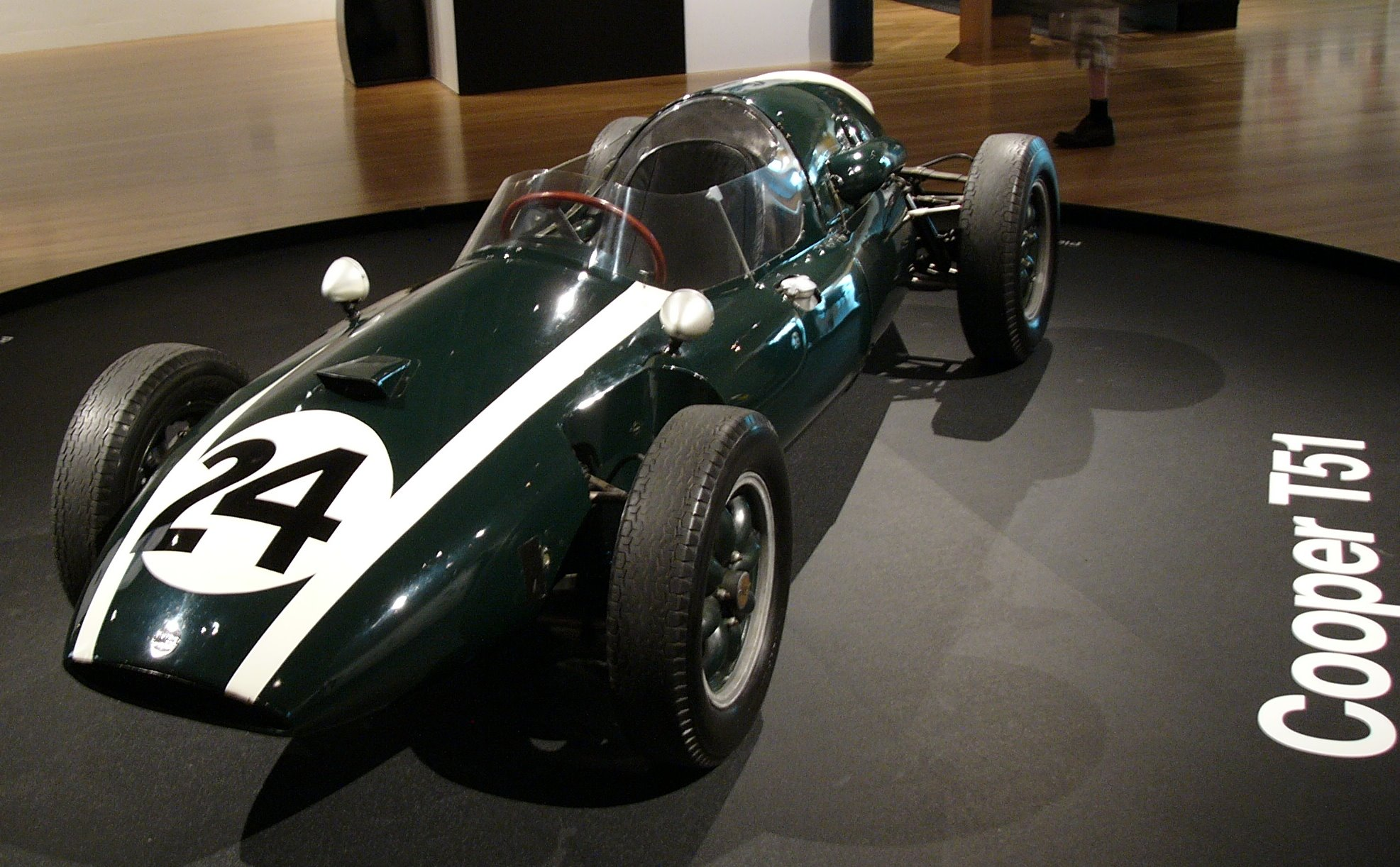
La Cooper T51 à moteur Climax FPF.

L'équipe Cooper aligne trois T51 à moteur Coventry Climax FPF (4 cylindres, 2495 cm3, 239 chevaux à 6 750 tr/min dans sa dernière version MKII). Ces monoplaces à moteur central arrière, légères (485 kg) et maniables, sont devenues redoutables sur les circuits sinueux, comme Jack Brabham en a fait la démonstration en dominant le dernier Grand Prix de Grande-Bretagne. Les Cooper devraient cependant manquer cruellement de puissance sur le circuit allemand, d'autant qu'elles ne disposent que d'une boîte de vitesses à quatre rapports, d'origine Citroën. Brabham est épaulé par Masten Gregory et Bruce McLaren. De son côté, Rob Walker aligne deux T51 également dotées du moteur Climax, mais pourvues d'une boîte cinq vitesses réalisée chez Colotti, boîte qui s'est révélée très fragile en début de saison mais récemment fiabilisée par son fabricant. cette amélioration a incité Stirling Moss à réintégrer l'équipe, au côté de Maurice Trintignant. Une sixième Cooper est présente, Ian Burgess disposant une nouvelle fois d'une T51 à moteur quatre cylindres Maserati de la Scuderia Centro Sud.
- BRM P25 "Usine"

Le constructeur de Bourne a engagé deux P25 pour Joakim Bonnier et Harry Schell, tandis qu'Hans Herrmann va disputer son grand prix national au volant de la P25 de l'écurie British Racing Partnership, une voiture qui a terminé seconde à Aintree aux mains de Stirling Moss. Disposant désormais de près de 270 chevaux pour un poids d'environ 550 kg, les BRM ont atteint cette saison un très bon niveau de compétitivité, concrétisé par la victoire de Bonnier à Zandvoort.
- Lotus 16 "Usine"

Les petites Type 16 conçues par Colin Chapman disposent du même moteur Climax FPF que les Cooper, mais disposé à l'avant. Malgré leur poids plume de 450 kg, elles sont toutefois nettement moins performantes que leurs concurrentes, et se révèlent très peu fiables. L'usine a engagé deux voitures pour Graham Hill et Innes Ireland.
- Porsche 718/2 "Usine"

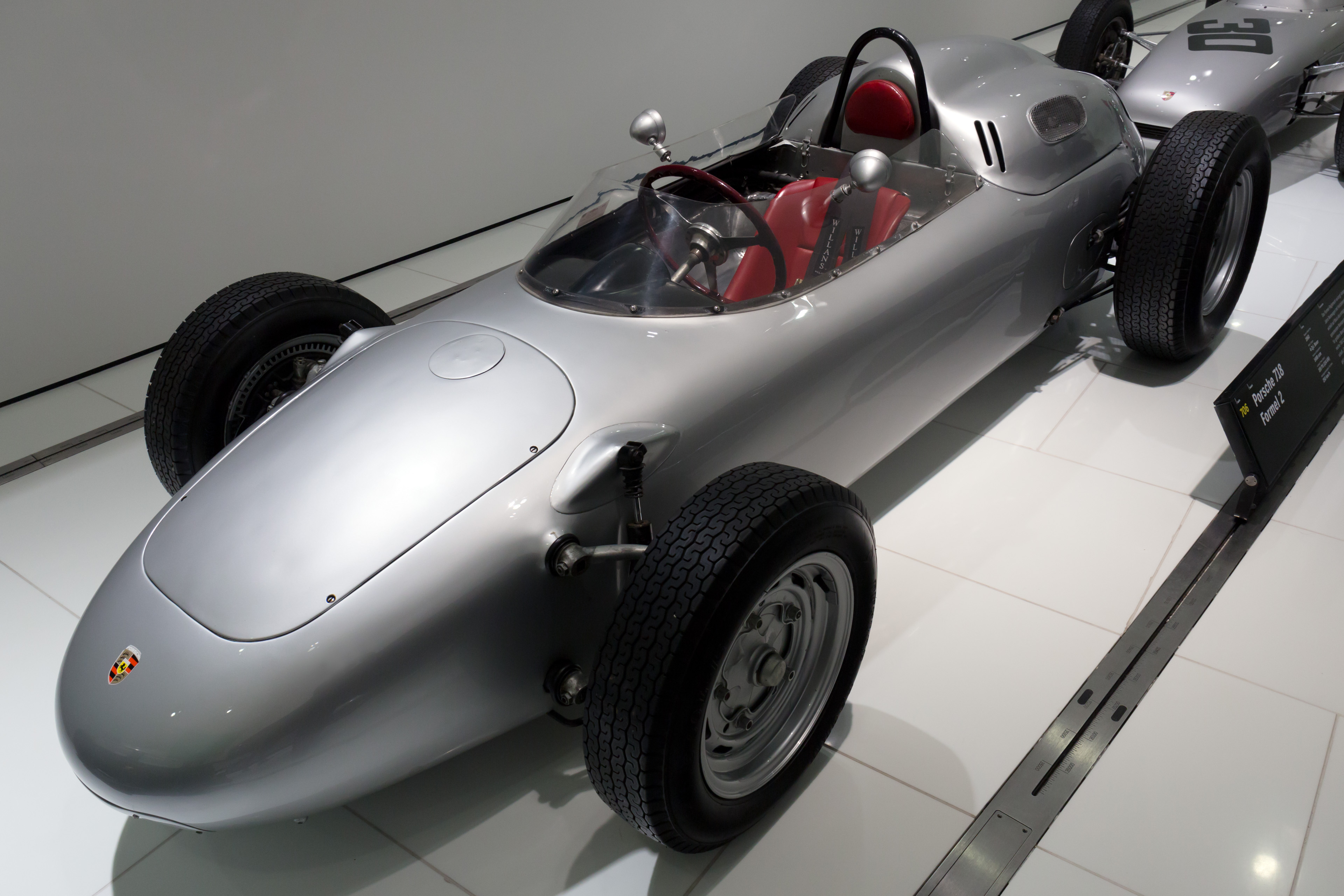
La Porsche 718 de Formule 2.

Les organisateurs ont permis la participation des Formules 2, aussi la marque de Stuttgart a-t-elle engagé une 718/2 pour Wolfgang von Trips. Apparue en début de saison, cette monoplace de 430 kg dispose d'un moteur à quatre cylindres à plat, monté en porte-à-faux arrière. La distribution est assurée par quatre arbres à cames en tête et l'allumage est double. La puissance disponible est de 165 chevaux à 7500 tr/min. La transmission est assurée par une boîte de vitesses à six rapports.
- Porsche Behra

Évincé de l'équipe Ferrari, Jean Behra s'aligne sur la Porsche F2 qu'il a développée en collaboration avec Colotti. Affichant 460 kg sur la balance, elle dispose du même moteur que la 718/2, mais la boîte de vitesses n'a que cinq rapports.
- Maserati 250F

Le pilote brésilien Fritz d'Orey devait initialement disposer d'une ancienne 250F (moteur six cylindres en ligne, 270 chevaux) de la Scuderia Centro Sud, mais a finalement déclaré forfait.

## Coureurs inscrits
| no | Pilote              | Écurie                     | Constructeur | Modèle             | Moteur             | Pneumatiques |
| -- | ------------------- | -------------------------- | ------------ | ------------------ | ------------------ | ------------ |
| 1  | Jack Brabham        | Cooper Car Company         | Cooper       | Cooper T51         | Coventry Climax L4 | D            |
| 2  | Bruce McLaren       | Cooper Car Company         | Cooper       | Cooper T51         | Coventry Climax L4 | D            |
| 3  | Masten Gregory      | Cooper Car Company         | Cooper       | Cooper T51         | Coventry Climax L4 | D            |
| 4  | Tony Brooks         | Scuderia Ferrari           | Ferrari      | Ferrari Dino 246   | Ferrari V6         | D            |
| 5  | Phil Hill           | Scuderia Ferrari           | Ferrari      | Ferrari Dino 246   | Ferrari V6         | D            |
| 6  | Dan Gurney          | Scuderia Ferrari           | Ferrari      | Ferrari Dino 246   | Ferrari V6         | D            |
| 7  | Stirling Moss       | Rob Walker Racing Team     | Cooper       | Cooper T51         | Coventry Climax L4 | D            |
| 8  | Maurice Trintignant | Rob Walker Racing Team     | Cooper       | Cooper T51         | Coventry Climax L4 | D            |
| 9  | Joakim Bonnier      | Owen Racing Organisation   | BRM          | BRM P25            | BRM L4             | D            |
| 10 | Harry Schell        | Owen Racing Organisation   | BRM          | BRM P25            | BRM L4             | D            |
| 11 | Hans Herrmann       | British Racing Partnership | BRM          | BRM P25            | BRM L4             | D            |
| 12 | Jean Behra          | Privé                      | Porsche      | Porsche Behra (F2) | Porsche F4         | D            |
| 14 | Wolfgang von Trips  | Porsche KG                 | Porsche      | Porsche 718/2 (F2) | Porsche F4         | D            |
| 15 | Innes Ireland       | Team Lotus                 | Lotus        | Lotus 16           | Coventry Climax L4 | D            |
| 16 | Graham Hill         | Team Lotus                 | Lotus        | Lotus 16           | Coventry Climax L4 | D            |
| 17 | Cliff Allison       | Scuderia Ferrari           | Ferrari      | Ferrari Dino 246   | Ferrari V6         | D            |
| 18 | Ian Burgess         | Scuderia Centro Sud        | Cooper       | Cooper T51         | Maserati L4        | D            |
| 19 | Fritz d'Orey        | Scuderia Centro Sud        | Maserati     | Maserati 250F      | Maserati L6        | D            |

## Qualifications
Les essais qualificatifs se déroulent les jeudi, vendredi et samedi précédant la course. La journée du jeudi est principalement passée à adapter les monoplaces aux spécificités de la courbe nord, et aucun pilote ne réalise de série de tours rapides. Ce n'est que le vendredi que les premiers temps de référence sont établis, et Cliff Allison, pilote de réserve de la Ferrari, se distingue en accomplissant un tour à 237,5 km/h de moyenne sur une monoplace dotée pour la circonstance d'un moteur expérimental et d'une démultiplication plus longue. Ce vendredi, personne ne sera en mesure de tourner sur un tel rythme. Stirling Moss, sur Cooper, donne le maximum mais échoue à plus d'une seconde et demie de son compatriote. Dan Gurney, sur Ferrari va parvenir à égaler le temps de Moss, deux dixièmes devant son coéquipier Tony Brooks et la Cooper de Jack Brabham. La performance réalisée par Allison ne peut cependant lui valoir une bonne position au départ, les suppléants ne s'élançant qu'en fond de grille en cas de défection d'un pilote titulaire.
Le samedi va s'avérer particulièrement maussade. Il a plu une bonne partie de la journée, et la piste est détrempée lorsque se déroule la course de voitures de sport, rendant le passage de la courbe nord particulièrement délicat. Jean Behra va être victime d'une sortie de route fatale, sa Porsche, partie en tête-à-queue, percutant violemment un bloc de béton. Aussi les dernières sessions de qualifications du grand prix vont-elles être disputées dans une ambiance morose, l'ensemble des pilotes critiquant ouvertement les risques encourus sur ce circuit. Brooks va se montrer le plus rapide de cette dernière journée, s'approchant à un dixième de seconde du temps réalisé la veille par son coéquipier Allison, s'octroyant la pole position. Moss a amélioré de quelques dixièmes son chrono de la veille, sans pouvoir approcher les temps records réalisés par les Ferrari de pointe.
| Pos. | Pilote              | Écurie          | Temps                | Écart    |
| ---- | ------------------- | --------------- | -------------------- | -------- |
| 1    | Cliff Allison       | Ferrari         | 2 min 05 s 8         |          |
| 2    | Tony Brooks         | Ferrari         | 2 min 05 s 9         | + 0 s 1  |
| 3    | Stirling Moss       | Cooper-Climax   | 2 min 06 s 8         | + 1 s 0  |
| 4    | Dan Gurney          | Ferrari         | 2 min 07 s 2         | + 1 s 4  |
| 5    | Jack Brabham        | Cooper-Climax   | 2 min 07 s 4         | + 1 s 6  |
| 6    | Masten Gregory      | Cooper-Climax   | 2 min 07 s 5         | + 1 s 7  |
| 7    | Phil Hill           | Ferrari         | 2 min 07 s 6         | + 1 s 8  |
| 8    | Joakim Bonnier      | BRM             | 2 min 10 s 3         | + 4 s 5  |
| 9    | Harry Schell        | BRM             | 2 min 10 s 3         | + 4 s 5  |
| 10   | Bruce McLaren       | Cooper-Climax   | 2 min 10 s 4         | + 4 s 6  |
| 11   | Graham Hill         | Lotus-Climax    | 2 min 10 s 8         | + 5 s 0  |
| 12   | Hans Herrmann       | BRM             | 2 min 11 s 4         | + 5 s 6  |
| 13   | Maurice Trintignant | Cooper-Climax   | 2 min 12 s 7         | + 6 s 9  |
| 14   | Innes Ireland       | Lotus-Climax    | 2 min 14 s 6         | + 8 s 8  |
| 15   | Ian Burgess         | Cooper-Maserati | 2 min 18 s 9         | + 13 s 1 |
|      | Jean Behra          | Porsche (F2)    | temps non communiqué |          |
|      | Wolfgang von Trips  | Porsche (F2)    | temps non communiqué |          |

## Grille de départ du Grand Prix
| 1re ligne | Pos. 4                      |                              | Pos. 3                      |                              | Pos. 2                      |                                 | Pos. 1                      |
|           | Brabham Cooper 2 min 07 s 4 |                              | Gurney Ferrari 2 min 07 s 2 |                              | Moss Cooper 2 min 06 s 8    |                                 | Brooks Ferrari 2 min 05 s 9 |
| 2e ligne  |                             | Pos. 7                       |                             | Pos. 6                       |                             | Pos. 5                          |                             |
|           |                             | Bonnier BRM 2 min 10 s 3     |                             | P. Hill Ferrari 2 min 07 s 6 |                             | Gregory Cooper 2 min 07 s 5     |                             |
| 3e ligne  | Pos. 11                     |                              | Pos. 10                     |                              | Pos. 9                      |                                 | Pos. 8                      |
|           | Herrmann BRM 2 min 11 s 4   |                              | G. Hill Lotus 2 min 10 s 8  |                              | McLaren Cooper 2 min 10 s 4 |                                 | Schell BRM 2 min 10 s 3     |
| 4e ligne  |                             | Pos. 14                      |                             | Pos. 13                      |                             | Pos. 12                         |                             |
|           |                             | Allison Ferrari 2 min 05 s 8 |                             | Ireland Lotus 2 min 14 s 6   |                             | Trintignant Cooper 2 min 12 s 7 |                             |
| 5e ligne  |                             |                              |                             | Pos. 15                      |                             |                                 |                             |
|           |                             |                              |                             | Burgess Cooper 2 min 18 s 9  |                             |                                 |                             |

- À la suite de l'accident de Behra, Porsche a renoncé à participer au Grand Prix. Les deux places vacantes ont été prises par les pilotes suppléants Allison et Burgess, qui partiront en fond de grille.

## Déroulement de la course

### Première manche
Le temps est couvert au moment du départ, mais la piste est totalement sèche. En hommage à Jean Behra, une minute de silence est respectée avant de lancer les moteurs. Au baisser du drapeau, la Ferrari de Tony Brooks et la Cooper de Stirling Moss sont les premières à s'élancer. Les deux hommes se disputent le commandement durant les premiers kilomètres, mais à la fin du premier tour c’est Brooks qui sort le premier du virage nord alors que Moss, gêné par des problèmes de transmission, se fait dépasser par la Cooper d'usine de Gregory et va abandonner quelques centaines de mètres plus loin. La Cooper de Jack Brabham, la BRM de Jo Bonnier et les deux Ferrari de Dan Gurney et Phil Hill font également partie du groupe de tête au sein duquel les positions évoluent sans cesse. Au second passage sur la ligne, Brooks est encore en tête, talonné par Gurney, Brabham et Gregory, ce dernier portant peu après une attaque décisive pour passer coup sur coup les trois voitures qui le précèdent. Le pilote américain parvient à se maintenir en tête durant deux tours, avant de céder à la pression de Brooks qui profite de la pointe de vitesse de sa Ferrari dans la longue ligne droite des stands. La Scuderia a cependant perdu une de ses voitures, Cliff Allison ayant dû renoncer, embrayage hors d'usage. Dans le groupe de tête, Bonnier est le premier à lâcher prise, mais jusqu'au quinzième tour la bataille reste très serrée entre les trois Ferrari de Brooks, Gurney et Hill et les deux Cooper de Gregory et Brabham. C'est alors que ce dernier s'arrête brutalement et abandonne, transmission hors d'usage, laissant son coéquipier seul aux prises avec les monoplaces italiennes de Brooks et Gurney, tandis que Hill lève un peu le pied et se laisse décrocher du trio de tête. L'allure des premiers est toujours très rapide, à plus de 235 km/h de moyenne, Gregory essayant de profiter au mieux de l'aspiration pour lutter avec les voitures rouges, nettement plus puissantes, jusqu'au vingt-quatrième tour où le moteur Climax explose dans un nuage de fumée, mettant fin aux derniers espoirs des équipes britanniques. Désormais sans adversaire, les Ferrari achèvent cette manche aux trois premières places, Brooks et Gurney passant la ligne une minute devant Phil Hill. Les six autres concurrents encore en course, emmenés par la Cooper de Bruce McLaren, terminent à plus d'un tour.

#### Classement de la première manche
| Pos  | no | Pilote              | Écurie          | Tours | Temps/Abandon                      | Grille |
| ---- | -- | ------------------- | --------------- | ----- | ---------------------------------- | ------ |
| 1    | 4  | Tony Brooks         | Ferrari         | 30    | 1 h 03 min 17 s 6                  | 1      |
| 2    | 6  | Dan Gurney          | Ferrari         | 30    | 1 h 03 min 17 s 6 (+ 1 s 3)        | 3      |
| 3    | 5  | Phil Hill           | Ferrari         | 30    | 1 h 04 min 22 s 1 (+ 1 min 04 s 5) | 6      |
| 4    | 2  | Bruce McLaren       | Cooper-Climax   | 29    | 1 h 03 min 19 s 5 (+ 1 tour)       | 9      |
| 5    | 10 | Harry Schell        | BRM             | 29    | 1 h 03 min 29 s 2 (+ 1 tour)       | 8      |
| 6    | 8  | Maurice Trintignant | Cooper-Climax   | 29    | 1 h 03 min 29 s 5 (+ 1 tour)       | 12     |
| 7    | 9  | Joakim Bonnier      | BRM             | 29    | 1 h 03 min 32 s 4 (+ 1 tour)       | 7      |
| 8    | 11 | Hans Herrmann       | BRM             | 29    | 1 h 03 min 46 s 4 (+ 1 tour)       | 11     |
| 9    | 18 | Ian Burgess         | Cooper-Maserati | 28    | 1 h 04 min 16 s 9 (+ 2 tours)      | 15     |
| Abd. | 3  | Masten Gregory      | Cooper-Climax   | 23    | Moteur                             | 5      |
| Abd. | 1  | Jack Brabham        | Cooper-Climax   | 15    | Transmission                       | 4      |
| Abd. | 16 | Graham Hill         | Lotus-Climax    | 10    | Boîte de vitesses                  | 10     |
| Abd. | 15 | Innes Ireland       | Lotus-Climax    | 7     | Différentiel                       | 13     |
| Abd. | 17 | Cliff Allison       | Ferrari         | 2     | Embrayage                          | 14     |
| Abd. | 7  | Stirling Moss       | Cooper-Climax   | 1     | Transmission                       | 2      |

- Légende: Abd.= Abandon

- vitesse moyenne réalisée par Tony Brooks : 236,044 km/h

### Deuxième manche
Le départ de la seconde manche est donné trente-cinq minutes après la fin de la première, le temps pour les équipes de contrôler l'état général des monoplaces après leurs trente passages sur l'anneau et de ravitailler. Les neuf concurrents restant en lice repartent avec des pneus neufs, suivant le classement établi au trentième tour :
| 1re ligne | Pos. 4         |             | Pos. 3          |                    | Pos. 2         |            | Pos. 1         |
|           | McLaren Cooper |             | P. Hill Ferrari |                    | Gurney Ferrari |            | Brooks Ferrari |
| 2e ligne  |                | Pos. 7      |                 | Pos. 6             |                | Pos. 5     |                |
|           |                | Bonnier BRM |                 | Trintignant Cooper |                | Schell BRM |                |
| 3e ligne  |                |             | Pos. 9          |                    | Pos. 8         |            |                |
|           |                |             | Burgess Cooper  |                    | Herrmann BRM   |            |                |

De l'extérieur de la première ligne, McLaren est le plus prompt à s'élancer. Il se fait cependant vite déborder par les trois Ferrari et par la BRM de Bonnier. À la sortie de la courbe nord, c'est Phil Hill qui débouche le premier, devant Bonnier, Brooks et Gurney, McLaren ayant rétrogradé à la cinquième place. Le jeune Néo-Zélandais va cependant s'accrocher au peloton de tête, pour l'honneur car, au classement général (par addition des deux manches), les Ferrari comptent un tour d'avance sur leurs adversaires. Leurs pilotes ont d'ailleurs adopté une allure nettement moins soutenue qu'en première partie de course. Durant une quinzaine de minutes McLaren se mêle aux voitures rouges avant qu'il ne soit à son tour victime de problème de transmission. Au même moment, Hans Herrmann, qui occupait l'avant dernière position, se retrouve privé de freins au moment d'aborder la courbe sud ; à environ 280 km/h, sa BRM percute les bottes de paille alourdies par les fortes pluies de la veille et effectue un impressionnant looping avant de retomber lourdement sur l'échappatoire. La voiture est totalement détruite mais fort heureusement le pilote, éjecté au premier choc, a glissé sur la piste et s'en tire avec de légères blessures. La fin de course se déroule dans la monotonie, les trois Ferrari roulant groupées jusqu'à l'arrivée, les pilotes se contentant de maintenir une quinzaine de secondes d'avance sur la Cooper de Maurice Trintignant, le seul à terminer cette manche dans le même tour que les bolides italiens. Privé d'embrayage aux deux tiers de la distance, Harry Schell s'était arrêté à la sortie du virage relevé ; le drapeau baissé, il pousse sa BRM jusque l'arrivée afin d'être classé. Vainqueur des deux manches, Brooks effectue une excellente opération au classement du championnat, revenant à seulement quatre points de Brabham qui enregistre son premier abandon de la saison. Hill et Gurney ont passé la ligne à quelques dixièmes de secondes du vainqueur ; au classement final, c'est cependant Gurney qui obtient la seconde place, Hill étant parti avec un handicap d'une minute de retard sur ses coéquipiers.

#### Classement de la deuxième manche
| Pos  | no | Pilote              | Écurie          | Tours | Temps/Abandon                  | Grille |
| ---- | -- | ------------------- | --------------- | ----- | ------------------------------ | ------ |
| 1    | 4  | Tony Brooks         | Ferrari         | 30    | 1 h 06 min 14 s 0              | 1      |
| 2    | 5  | Phil Hill           | Ferrari         | 30    | 1 h 06 min 14 s 3 (+ 0 s 3)    | 3      |
| 3    | 6  | Dan Gurney          | Ferrari         | 30    | 1 h 06 min 14 s 6 (+ 0 s 6)    | 2      |
| 4    | 8  | Maurice Trintignant | Cooper-Climax   | 30    | 1 h 06 min 32 s 4 (+ 18 s 4)   | 6      |
| 5    | 9  | Joakim Bonnier      | BRM             | 29    | 1 h 07 min 32 s 3 (+ 1 tour)   | 7      |
| 6    | 18 | Ian Burgess         | Cooper-Maserati | 28    | 1 h 06 min 18 s 6 (+ 2 tours)  | 9      |
| 7    | 10 | Harry Schell        | BRM             | 20    | 1 h 06 min 17 s 5 (+ 10 tours) | 5      |
| Abd. | 2  | Bruce McLaren       | Cooper-Climax   | 7     | Transmission                   | 4      |
| Abd. | 11 | Hans Herrmann       | BRM             | 6     | Accident                       | 8      |

- Légende: Abd.= Abandon

- vitesse moyenne réalisée par Tony Brooks : 225,567 km/h

### Classements intermédiaires
Classements intermédiaires des monoplaces aux premier, troisième, cinquième, dixième, vingtième et trentième tours de chacune des deux manches.

### Classement de la course
| Pos  | no | Pilote              | Écurie          | Tours      | Temps/Abandon                      | Grille | Points |
| ---- | -- | ------------------- | --------------- | ---------- | ---------------------------------- | ------ | ------ |
| 1    | 4  | Tony Brooks         | Ferrari         | 60 (30+30) | 2 h 09 min 31 s 6                  | 1      | 9      |
| 2    | 6  | Dan Gurney          | Ferrari         | 60 (30+30) | 2 h 09 min 33 s 5 (+ 1 s 9)        | 3      | 6      |
| 3    | 5  | Phil Hill           | Ferrari         | 60 (30+30) | 2 h 10 min 36 s 4 (+ 1 min 04 s 8) | 6      | 4      |
| 4    | 8  | Maurice Trintignant | Cooper-Climax   | 59 (29+30) | 2 h 10 min 01 s 9 (+ 1 tour)       | 12     | 3      |
| 5    | 9  | Joakim Bonnier      | BRM             | 58 (29+29) | 2 h 11 min 04 s 7 (+ 2 tours)      | 7      | 2      |
| 6    | 18 | Ian Burgess         | Cooper-Maserati | 56 (28+28) | 2 h 10 min 35 s 5 (+ 4 tours)      | 15     |        |
| 7    | 10 | Harry Schell        | BRM             | 49 (29+20) | 2 h 09 min 46 s 7 (+ 11 tours)     | 8      |        |
| Abd. | 2  | Bruce McLaren       | Cooper-Climax   | 36 (29+7)  | Transmission                       | 9      |        |
| Abd. | 11 | Hans Herrmann       | BRM             | 35 (29+6)  | Accident                           | 11     |        |
| Abd. | 3  | Masten Gregory      | Cooper-Climax   | 23         | Moteur                             | 5      |        |
| Abd. | 1  | Jack Brabham        | Cooper-Climax   | 15         | Transmission                       | 4      |        |
| Abd. | 16 | Graham Hill         | Lotus-Climax    | 10         | Boîte de vitesses                  | 10     |        |
| Abd. | 15 | Innes Ireland       | Lotus-Climax    | 7          | Différentiel                       | 13     |        |
| Abd. | 17 | Cliff Allison       | Ferrari         | 2          | Embrayage                          | 14     |        |
| Abd. | 7  | Stirling Moss       | Cooper-Climax   | 1          | Transmission                       | 2      |        |

Légende:
- Abd.= Abandon

### Pole position et record du tour
- Pole position :  Tony Brooks en 2 min 5 s 9 (vitesse moyenne : 237,331 km/h). Temps réalisé lors de la séance d'essais du samedi 1er août[13].
- Meilleur temps des qualifications établi lors de la séance du vendredi 31 juillet par  Cliff Allison (non éligible pour la pole position car pilote de réserve de la Scuderia Ferrari), en 2 min 5 s 8[13] (vitesse moyenne : 237,520 km/h).
- Meilleur tour en course :  Tony Brooks en 2 min 4 s 5 au dix-huitième tour (vitesse moyenne : 240,000 km/h).

### Tours en tête
- Tony Brooks : 42 tours (1-2 / 5-13 / 15 / 18-22 / 24-30 / 32-35 / 37 / 40 / 42 / 46-47 / 52-60)
- Masten Gregory : 3 tours (3-4 / 23)
- Dan Gurney : 8 tours (14 / 16-17 / 41 / 43-44 / 50-51)
- Phil Hill : 7 tours (31 / 36 / 38-39 / 45 / 48-49)

## Témoignages

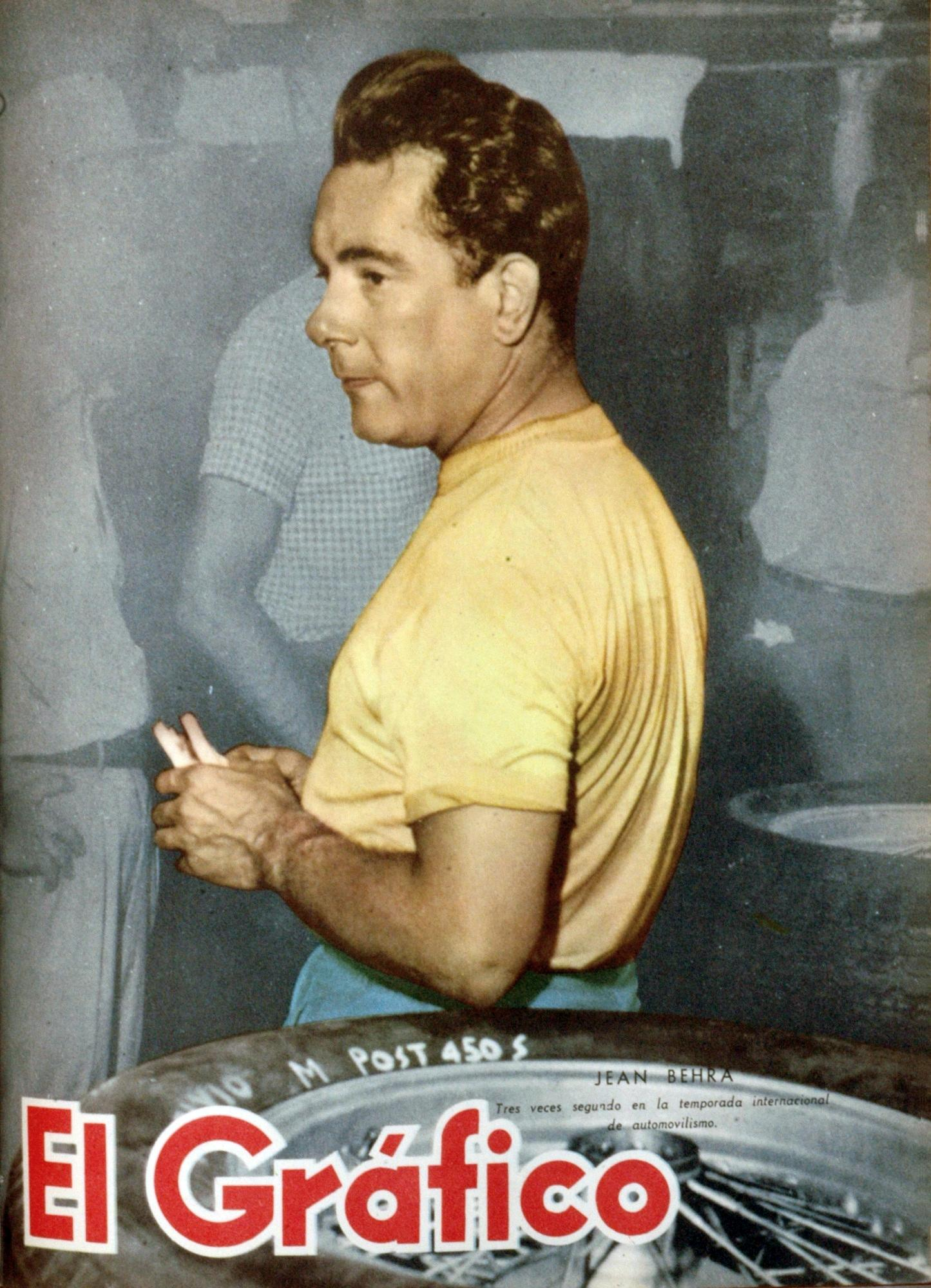
Peu avant son accident fatal, Jean Behra avait fait part de son appréhension au sujet du circuit.

### L'avis des pilotes
Les pilotes condamnèrent unanimement le choix des organisateurs d'utiliser l'AVUS pour le Grand Prix d'Allemagne, jugeant le circuit dangereux et sans intérêt technique. Stirling Moss et l'infortuné Jean Behra s'en étaient ouverts publiquement :
- Stirling Moss, avant la course : « L'AVUS est un défi au bon sens. C'est une honte de courir ici, sur une telle piste, alors qu'il y avait possibilité de courir au Nürburgring[16] »
- Jean Behra, le samedi, peu avant son tragique accident, se confiant au journaliste Jean Bernardet à propos du virage nord : « Te rends-tu compte que, sur ma Formule 2, j'ai cassé le support de mon siège, qui est un tube de 22 millimètres de diamètre et de 2 millimètres d'épaisseur ! C'est épouvantable là-haut. Et il pleut maintenant[17]. »

### L'avis des journalistes spécialisés
- Jean Bernardet, pour le journal L'Équipe, toujours à propos de la courbe nord, critiquant le fait que ce virage relevé ne soit pas creux ou incurvé comme à Monthléry ou Monza : « À l'Avus, l'inclinaison du virage correspond à une vitesse de passage et si le pilote veut aller plus vite, il doit s'y mettre en glissade, absolument comme il le fait dans une courbe à plat. Cette manœuvre est d'autant plus acrobatique et dangereuse que les dénivellations de la piste, dont l'état est lamentable, secouent les voitures d'une façon inimaginable[17]. »
- Bernard Cahier, pour la revue Moteurs : « La moindre erreur sur le mur de la mort peut être fatale aux meilleurs[15]. »
- R. Miomandre, pour la revue L'Automobile : « Mal dessiné, l'anneau était un traquenard qui avait déjà été la cause de maints accidents. [...] Avec l'anneau de briques mouillé, les plus grandes catastrophes étaient à craindre[16]. »

## Classement général à l'issue de la course
- Attribution des points : 8, 6, 4, 3, 2 respectivement aux cinq premiers de chaque épreuve et 1 point supplémentaire pour le pilote ayant accompli le meilleur tour en course (signalé par un astérisque). Le point du record du tour est partagé entre Stirling Moss et Bruce McLaren au Grand Prix de Grande-Bretagne.
- Pour la coupe des constructeurs, même barème mais seule la voiture la mieux classée de chaque équipe inscrit des points. Le point du meilleur tour en course n'est pas comptabilisé. Les 500 miles d'Indianapolis ne sont pas pris en compte pour cette coupe, la course n'étant pas ouverte aux monoplaces de formule 1.
- Le règlement permet aux pilotes de se relayer sur une même voiture, les points éventuellement acquis étant alors perdus pour pilotes et constructeur[13].

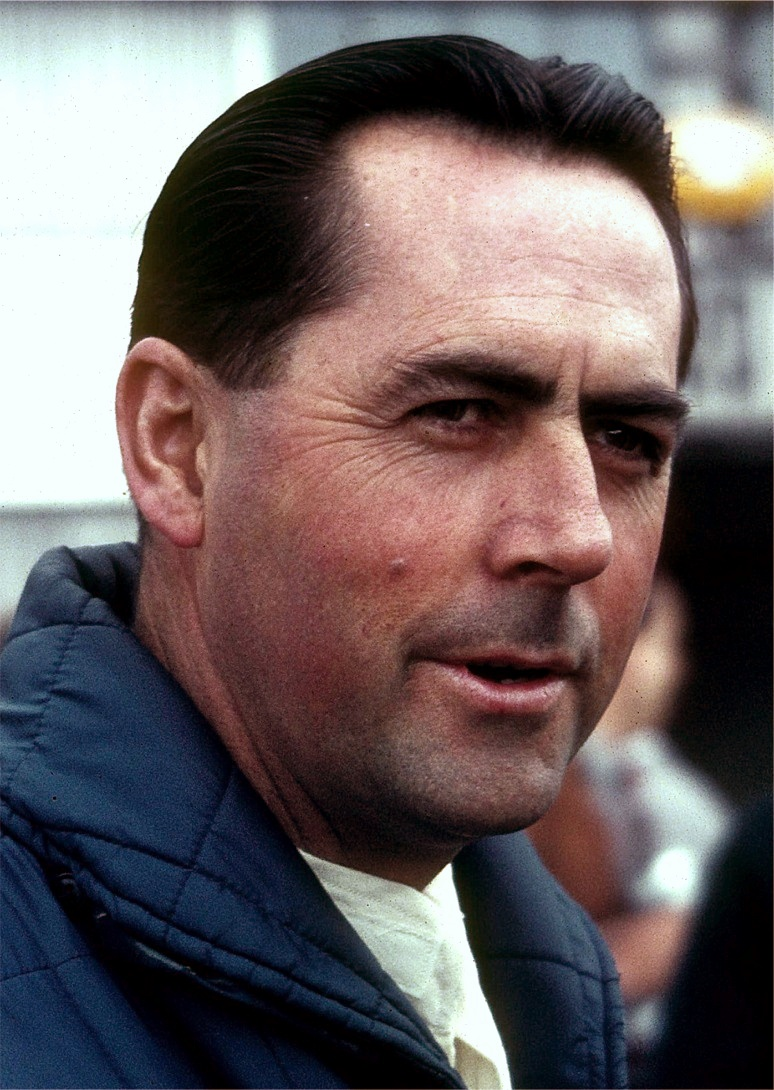
Malchanceux en Allemagne, Jack Brabham a perdu une bonne partie de son avance au championnat.

| Pos. | Pilote              | Écurie       | Points | MON | 500 | NL | FRA | GBR  | ALL | POR | ITA | USA |
| ---- | ------------------- | ------------ | ------ | --- | --- | -- | --- | ---- | --- | --- | --- | --- |
| 1    | Jack Brabham        | Cooper       | 27     | 9*  | -   | 6  | 4   | 8    | -   |     |     |     |
| 2    | Tony Brooks         | Ferrari      | 23     | 6   | -   | -  | 8   | -    | 9*  |     |     |     |
| 3    | Phil Hill           | Ferrari      | 13     | 3   | -   | -  | 6   | -    | 4   |     |     |     |
| 4    | Joakim Bonnier      | BRM          | 10     | -   | -   | 8  | -   | -    | 2   |     |     |     |
| 5    | Maurice Trintignant | Cooper       | 9      | 4   | -   | -  | -   | 2    | 3   |     |     |     |
| 6    | Stirling Moss       | Cooper & BRM | 8,5    | -   | -   | 1* | 1*  | 6,5* | -   |     |     |     |
|      | Bruce McLaren       | Cooper       | 8,5    | 2   | -   | -  | 2   | 4,5* | -   |     |     |     |
| 8    | Rodger Ward         | Watson       | 8      | -   | 8   | -  | -   | -    | -   |     |     |     |
| 9    | Jim Rathmann        | Watson       | 6      | -   | 6   | -  | -   | -    | -   |     |     |     |
|      | Dan Gurney          | Ferrari      | 6      | -   | -   | -  | -   | -    | 6   |     |     |     |
| 11   | Johnny Thomson      | Lesovsky     | 5      | -   | 5*  | -  | -   | -    | -   |     |     |     |
| 12   | Masten Gregory      | Cooper       | 4      | -   | -   | 4  | -   | -    |     |     |     |     |
| 13   | Tony Bettenhausen   | Epperly      | 3      | -   | 3   | -  | -   | -    | -   |     |     |     |
|      | Innes Ireland       | Lotus        | 3      | -   | -   | 3  | -   | -    | -   |     |     |     |
|      | Olivier Gendebien   | Ferrari      | 3      | -   | -   | -  | 3   | -    | -   |     |     |     |
|      | Harry Schell        | BRM          | 3      | -   | -   | -  | -   | 3    | -   |     |     |     |
| 17   | Paul Goldsmith      | Epperly      | 2      | -   | 2   | -  | -   | -    | -   |     |     |     |
|      | Jean Behra          | Ferrari      | 2      | -   | -   | 2  | -   | -    | -   |     |     |     |

| Pos. | Écurie        | Points | MON | 500 | NL | FRA | GBR | ALL | POR | ITA | USA |
| ---- | ------------- | ------ | --- | --- | -- | --- | --- | --- | --- | --- | --- |
| 1    | Cooper-Climax | 29     | 8   | -   | 6  | 4   | 8   | 3   |     |     |     |
| 2    | Ferrari       | 24     | 6   | -   | 2  | 8   | -   | 8   |     |     |     |
| 3    | BRM           | 16     | -   | -   | 8  | -   | 6   | 2   |     |     |     |
| 4    | Lotus-Climax  | 3      | -   | -   | 3  | -   | -   | -   |     |     |     |

## À noter
- 6e victoire en championnat du monde pour Tony Brooks.
- 29e victoire en championnat du monde pour Ferrari en tant que constructeur.
- 29e victoire en championnat du monde pour Ferrari en tant que motoriste.
- La course s'est courue sur 2 manches de 30 tours, toutes deux remportées par Tony Brooks.